# Чрний Врх (Доброва-Полхов Градець)
Чрний Врх (словен. Črni Vrh) — поселення в общині Доброва-Полхов Градець, Осреднєсловенський регіон, Словенія.
Висота над рівнем моря: 822,3 м.